# 255 v. Chr.
Portal Geschichte | Portal Biografien | Aktuelle Ereignisse | Jahreskalender | Tagesartikel

◄ |
4. Jahrhundert v. Chr. |
3. Jahrhundert v. Chr. |
2. Jahrhundert v. Chr. |
►

◄ | 270er v. Chr. | 260er v. Chr. | 250er v. Chr. | 240er v. Chr. |
230er v. Chr. |
►

◄◄ | ◄ | 258 v. Chr. | 257 v. Chr. | 256 v. Chr. | 255 v. Chr. |
254 v. Chr. |
253 v. Chr. |
252 v. Chr. |
► |
►►
Staatsoberhäupter

## Ereignisse

### Erster Punischer Krieg
- Schlacht von Tunes (Tunis): Den Karthagern gelingt unweit ihrer Hauptstadt ein vernichtender Sieg gegen die in Afrika gelandeten römischen Truppen. Die karthagischen Truppen werden dabei vom spartanischen Feldherrn Xanthippos geführt, die römischen von Marcus Atilius Regulus, der in Gefangenschaft gerät.
- Frühsommer: Die Überreste des römischen Landungsheeres retten sich auf ihre Schiffe. Ein Angriff der karthagischen Flotte kann vor dem Hermaeischen Vorgebirge abgewehrt werden, doch gehen bei einem Sturm vor Camarina 284 Schiffe verloren. Daraufhin sind die Römer in den nächsten Jahren gezwungen, auf Seeoperationen zu verzichten, der Krieg verlagert sich wieder nach Sizilien.
- Die Karthager plündern Agrigentum.

### Griechenland und Diadochenstaaten
- Frühjahr: Während des Zweiten Syrischen Krieges kommt es zwischen den Flotten des Ptolemaios II. und des Antiochos II. zur Seeschlacht von Kos, die Antiochos für sich entscheiden kann.
- Margos von Karyneia wird erster Stratege des Achaiischen Bundes.
- In Kappadokien folgt Ariaramna II. seinem Vater Ariarathes II. als Herrscher.
- um 255 v. Chr.: Baktrien sagt sich vom Seleukidenreich als Griechisch-Baktrisches Königreich unter Diodotos I. los. Damit verlieren die Seleukiden nach der Provinz Parthien, wo sich die Parner (auch Parther genannt) festsetzen, eine weitere Region an der mittleren Seidenstraße.

### Kaiserreich China
- Nach Absetzung des letzten Zhou-Königs wird der Qin-König Zhaoxiang faktisch Herr über China.